# Hymenophyllum apteryx
Hymenophyllum apteryx är en hinnbräkenväxtart som beskrevs av M. Kessler och Sundue. Hymenophyllum apteryx ingår i släktet Hymenophyllum och familjen Hymenophyllaceae. Inga underarter finns listade.